# Lecananthus
Lecananthus es un género con tres especies de plantas con flores perteneciente a la familia de las rubiáceas. 
Es nativo de Madagascar.

## Especies
- Lecananthus erubescens Jack (1822).
- Lecananthus peduncularis Puff (1998).
- Lecananthus pentander (Merr.) Puff (1998).